# Святая Изабелла Французская
Святая Изабелла Французская, Изабелла Благословенная (фр. Bienheureuse Isabelle de France; март 1225, Париж — 23 февраля 1270, Аббатство Лошан) — дочь короля Франции Людовика VIII и Бланки Кастильской. Она также приходилась младшей сестрой королю Франции Людовику IX Святому, Альфонсу Тулузскому и старшей сестрой королю Сицилии Карлу I. В 1256 году она совместно со своим братом Людовиком Святым основала францисканское аббатство Лоншан (фр.) на территории Булонского леса, к западу от Парижа.

## Биография
Будучи ещё ребёнком, Изабелла была уже предана религии. Указом от 26 мая 1254 года римский папа Иннокентий IV позволил ей сделать некоторых францисканских отцов её официальными духовниками. Она была ещё более предана ордену францисканцев, чем её царственный брат. Она не только прервала все обязательства, связанные с королевским двором, но и отказалась от руки Конрада IV Германского, сына Фридриха II, императора Священной Римской империи, хотя настояния принять Конрада сыпались со всех сторон, даже от папы Иннокентия IV, который, однако, впоследствии всячески поощрял её стремление остаться девственницей.

## Аббатство Лоншан
Поскольку Изабелла страстно желала присоединиться к ордену святой Клары, Людовик IX в 1255 году приобрел необходимую землю на территории Булонского леса, недалеко от Сены к западу от Парижа. 10 июня 1256 года первый камень женского монастыря был заложен. Здание было закончено, скорее всего, в 1259 году, потому что римский папа Александр IV дал санкцию 2 февраля 1259 года на управление делами нового монастыря Изабелле Французской и четырём ведущим францисканцам, включая святого Бонавентуру. Устав был составлен исключительно для этого женского монастыря, который называли «Монастырем Смирения Девы Марии» (monasterium humilitatis beatae Mariae virginis). В уставе сестёр называли Sorores Ordinis humilium ancillarum Beatissimae Mariae Virginis («скромные служащие благословенной Девы Марии»). Некоторые из первых сестёр приехали из женского францисканского монастыря в Реймсе.
Изабелла отказалась стать аббатисой, и она никогда не входила в монастырь, но с 1260 года (или 1263) она следовала правилам, по которым могла иметь собственный дом поблизости. Изабелла была в целом не удовлетворена составленным уставом и поэтому представила новый, рассмотренный римским папой Урбаном IV при содействии её брата Людовика IX, который также подтвердил несовершенство первого устава. Урбан одобрил изменения 27 июля 1263 года. Различие между двумя уставами состояло главным образом в видимом соблюдении обрядов и незначительных изменениях. Этот новый устав был также принят другими французскими и итальянскими женскими монастырями Ордена святой Клары. В уставе Урбан IV дает монахиням аббатства Лоншан официальное название sorores minores inclusae, которое было, несомненно, предназначено подчеркнуть более близкий союз с францисканским орденом.
Изабелла никогда ни на кого не повысила голоса, задолго до зари вставала на молитву и молилась до полудня, каждый день перед обедом сама подавала обед нескольким беднякам, терпеливо переносила свои многочисленные болезни. Перед смертью она провела несколько ночей в молитвенном созерцании и экстазах. Принцесса умерла в своём доме в Лоншане 23 февраля 1270 года и была похоронена в церкви женского монастыря. Через девять дней её тело было выкопано, и оно не показало никаких признаков распада.
В 1521 году римский папа Лев X позволил аббатству Лоншан отпраздновать пир в честь Изабеллы Французской. 4 июня 1637 года была осуществлена вторая эксгумация тела принцессы королевской крови. 25 января 1688 года монахини получили разрешение праздновать пир в честь Изабеллы с октавами, и в 1696 году празднование пира 31 августа стало общим для всего ордена францисканцев.
История аббатства Лоншан была довольно трагичной. Французская Революция его закрыла, и в 1794 году пустое и обветшалое строение выставлялось на продажу, но поскольку никто не желал купить аббатство, оно было разрушено. В 1857 году все стены были снесены, оставили только одну башню, а основания переданы Булонскому лесу.